# Tepuka
Tepuka – wyspa na Oceanie Spokojnym; jedna z wysp atolu Funafuti, należącego do archipelagu Tuvalu. Leży 18 km na zachód od Fongafale – największej wyspy Funafuti, pomiędzy Te Afualiku (na północy), Oceanem Spokojnym (na zachodzie) i laguną Funafuti zwaną Te Namo (na wschodzie).
Na wyspie znajduje się amerykański, podziemny bunkier z czasów II wojny światowej